# Anika Oșteanul

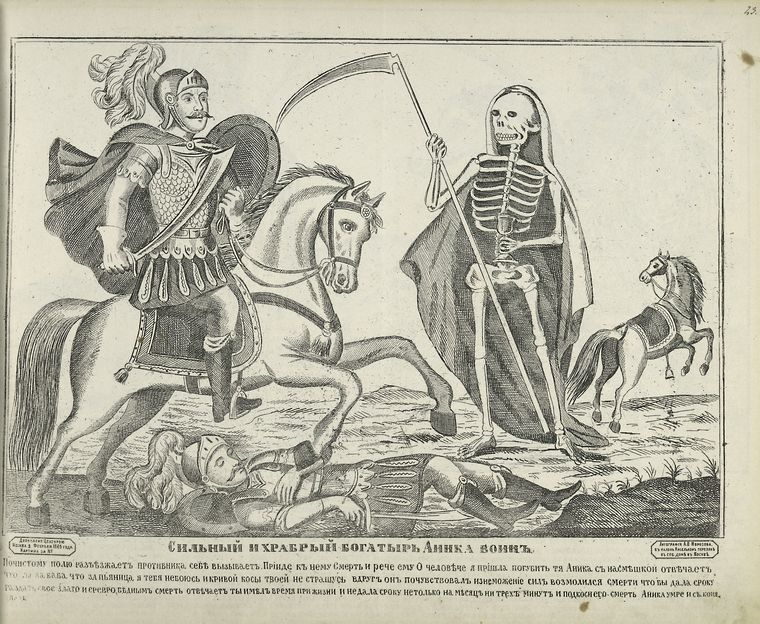
„Puternicul şi curajosul Anika oşteanul”, lubok din 1865

Anika oșteanul (gr. ἀνίκητος, în traducere imbatabilul,   ru. Аника-воин) este un bogatîr, personaj al basmelor și bîlinelor rusești.
Se evidențează prin curajul extraordinar, cruzimea și eficiența sa în luptă. În basme se luptă și cu moartea însăși. 
Anika oșteanul apare în povești, pilde, teatru popular (de exemplu „Regele Maximilian”, interludiu cu Anika oșteanul). Piesa de teatru este adesea reprezentată ca un scurt rezumat al „Poveștii celui care s-a sfădit cu moartea”, de origine populară. Această poveste a ajuns, nu mai devreme de secolul al XVI-lea din Rusia în Occident. Numele eroului este cel mai probabil luat din legendele bizantine despre eroul Digenis, care este menționat constant împreună cu epitetul anikitos (ἀνίκητος), în traducere Digenis imbatabilul.